# Reinse
Reinse (Duits: Reines) is een plaats in de Estlandse gemeente Saarde, provincie Pärnumaa. De plaats heeft de status van dorp (Estisch: küla) en had 12 inwoners bij de volkstelling van 2021.
Reinse ligt aan de rivier Halliste.

## Geschiedenis
Het dorp moet ontstaan zijn rond 1500. Uit 1560, tijdens de Lijflandse Oorlog, stamt het bericht dat het dorp Reines door de Russen was platgebrand. In 1601 werd het dorp weer genoemd onder de naam Reiness. Het viel onder het landgoed Tignitz (Tihemetsa). In 1638 werd het Reinssi genoemd, in 1797 Reinast en in 1839 Reinaste.
Het buurdorp Oissaare werd in de jaren dertig van de 20e eeuw bij Reinse gevoegd. In 1977 verdween Reinse van de kaart en werd het bij Kanaküla gevoegd. Oissaare werd in 2007 afgesplitst en was daarna weer een afzonderlijk dorp.
Reinse bleef tot in 2021 bij Kanaküla horen. Op 11 januari 2021 maakte Anneli Ott, minister van Openbaar bestuur, bekend dat Reinse weer een zelfstandig dorp werd. De inwoners van het vroegere dorp hadden daarom gevraagd.